# My Name Is Bruce
Pour plus de détails, voir Fiche technique et Distribution.
My Name Is Bruce ou Mon nom est Bruce au Québec est un film d'horreur américain produit, dirigé et joué par Bruce Campbell. Le film est sorti aux États-Unis le 26 octobre 2008 dans une seule salle de cinéma.

## Synopsis
Des villageois prennent l'acteur Bruce Campbell pour le vrai Ash Williams d'Evil Dead. Ils le kidnappent et lui demandent de combattre un vrai monstre pour sauver leur village.

## Fiche technique
- Titre : My Name Is Bruce
- Titre québécois : Mon nom est Bruce
- Réalisation : Bruce Campbell
- Scénario : Mark Verheiden
- Producteur : Mike Richardson, Bruce Campbell, Gary Kout, Craig Sanborn
- Distribution : Image Entertainment
- Pays d’origine :  États-Unis
- Langue originale : anglais
- Format : 35 mm
- Genre : horreur et fantastique
- Durée : 84 minutes
- Date de sortie : 2008

## Distribution
- Bruce Campbell (VQ : Yves Soutière) : lui-même
- Grace Thorsen (VQ : Camille Cyr-Desmarais) : Kelly Graham
- Taylor Sharpe : Jeff
- Ted Raimi (VQ : Gilbert Lachance / François Sasseville) : Mills Toddner / Wing
- Ben L. McCain (VQ : Tristan Harvey) : Maire
- Ellen Sandweiss (VQ : Anne Dorval) : Cheryl
- Timothy Patrick Quill (VQ : Jean-Marie Moncelet) : Frank
- Dan Hicks : Sale fermier
- Logan Martin : Clayton

## Autour du film
Le film récolta lors de sa sortie 18 800 dollars dans un seul et unique cinéma du pays.